# Queimadas, Paraíba
Queimadas  este un oraș în Paraíba (PB), Brazilia.